# Campionato europeo maschile di pallacanestro 1965
Il 14º Campionato Europeo Maschile di Pallacanestro FIBA (noto anche come FIBA EuroBasket 1965) si è tenuto dal 30 maggio al 10 giugno 1965 in Unione Sovietica, per la prima volta in due sedi diverse, Mosca e Tbilisi, con la fase finale svolta nella capitale sovietica.
I Campionati europei maschili di pallacanestro sono una manifestazione biennale tra le squadre nazionali organizzata dalla FIBA Europe.

## Partecipanti
Partecipano sedici nazionali divise in due gruppi da otto squadre.
| Gruppo A                                                                                               | Gruppo B                                                                                |
| --- | --------------------------------------------------------------------------------------- |
| - Germania Est - Finlandia - Israele - Italia - Romania - Unione Sovietica - Cecoslovacchia - Ungheria | - Bulgaria - Germania Ovest - Francia - Grecia - Jugoslavia - Polonia - Svezia - Spagna |

## Prima fase
La vincente di ogni gara si aggiudica due punti, la perdente uno. Le prime due accedono alle semifinali, la terza e la quarta alle semifinali per i posti dal quinto all'ottavo, la quinta e la sesta a quelle per i posti dal nono al dodicesimo e le ultime due si disputano i posti dal tredicesimo al sedicesimo.

### Gruppo A (Mosca)
| Gara | Team 1           | Team 2         | 1.T.  | 2.T.  | Supp.    | Finale |
| ---- | ---------------- | -------------- | ----- | ----- | -------- | ------ |
| A1   | Ungheria         | Israele        | 19:26 | 30:34 | –        | 49:60  |
| A2   | Finlandia        | Romania        | 28:49 | 33:36 | –        | 61:85  |
| A3   | Germania Est     | Cecoslovacchia | 22:34 | 33:39 | –        | 55:73  |
| A4   | Unione Sovietica | Italia         | 39:27 | 48:21 | –        | 87:48  |
| A5   | Germania Est     | Finlandia      | 14:28 | 37:23 | 4:4, 4:8 | 59:63  |
| A6   | Ungheria         | Romania        | 19:41 | 33:35 | –        | 52:76  |
| A7   | Unione Sovietica | Israele        | 50:18 | 38:32 | –        | 88:50  |
| A8   | Italia           | Cecoslovacchia | 39:32 | 39:37 | –        | 78:69  |
| A9   | Israele          | Romania        | 36:28 | 23:29 | –        | 59:57  |
| A10  | Italia           | Finlandia      | 34:32 | 25:28 | –        | 59:60  |
| A11  | Ungheria         | Germania Est   | 24:25 | 31:31 | –        | 55:56  |
| A12  | Unione Sovietica | Cecoslovacchia | 41:34 | 38:40 | –        | 79:74  |
| A13  | Israele          | Germania Est   | 27:23 | 29:32 | –        | 56:55  |
| A14  | Cecoslovacchia   | Finlandia      | 27:15 | 41:25 | –        | 68:40  |
| A15  | Italia           | Ungheria       | 29:31 | 37:33 | –        | 66:64  |
| A16  | Unione Sovietica | Romania        | 35:29 | 27:31 | –        | 62:60  |
| A17  | Cecoslovacchia   | Ungheria       | 48:26 | 29:27 | –        | 77:53  |
| A18  | Israele          | Italia         | 22:34 | 25:34 | –        | 47:68  |
| A19  | Unione Sovietica | Finlandia      | 38:20 | 51:32 | –        | 89:52  |
| A20  | Romania          | Germania Est   | 25:29 | 30:30 | –        | 55:59  |
| A21  | Cecoslovacchia   | Israele        | 30:35 | 31:26 | 10:8     | 71:69  |
| A22  | Romania          | Italia         | 42:28 | 31:45 | 2:8      | 75:81  |
| A23  | Unione Sovietica | Germania Est   | 29:17 | 36:24 | –        | 65:41  |
| A24  | Finlandia        | Ungheria       | 38:23 | 29:23 | –        | 67:46  |
| A25  | Finlandia        | Israele        | 29:28 | 22:24 | –        | 51:52  |
| A26  | Romania          | Cecoslovacchia | 27:42 | 42:48 | –        | 69:90  |
| A27  | Germania Est     | Italia         | 28:42 | 36:45 | –        | 64:87  |
| A28  | Unione Sovietica | Ungheria       | 33:19 | 43:26 | –        | 76:45  |

### Gruppo B (Tbilisi)
| Gara | Team 1         | Team 2         | 1.T.  | 2.T.  | Supp. | Finale |
| ---- | -------------- | -------------- | ----- | ----- | ----- | ------ |
| B1   | Bulgaria       | Germania Ovest | 37:23 | 37:34 | –     | 74:57  |
| B2   | Svezia         | Grecia         | 30:33 | 39:38 | –     | 69:71  |
| B3   | Jugoslavia     | Francia        | 42:23 | 38:31 | –     | 80:54  |
| B4   | Polonia        | Spagna         | 45:21 | 37:36 | –     | 82:57  |
| B5   | Spagna         | Germania Ovest | 44:30 | 42:28 | –     | 86:58  |
| B6   | Bulgaria       | Svezia         | 61:28 | 52:28 | –     | 113:56 |
| B7   | Jugoslavia     | Grecia         | 38:32 | 38:36 | –     | 76:68  |
| B8   | Polonia        | Francia        | 28:24 | 44:29 | –     | 72:53  |
| B9   | Francia        | Grecia         | 29:32 | 34:32 | –     | 63:64  |
| B10  | Polonia        | Germania Ovest | 43:28 | 49:36 | –     | 92:64  |
| B11  | Spagna         | Svezia         | 36:39 | 42:35 | –     | 78:74  |
| B12  | Jugoslavia     | Bulgaria       | 38:36 | 51:33 | –     | 89:69  |
| B13  | Germania Ovest | Svezia         | 30:19 | 42:30 | –     | 72:49  |
| B14  | Francia        | Bulgaria       | 31:46 | 36:24 | –     | 67:70  |
| B15  | Polonia        | Grecia         | 42:26 | 32:36 | –     | 74:62  |
| B16  | Spagna         | Jugoslavia     | 27:61 | 38:52 | –     | 65:113 |
| B17  | Polonia        | Svezia         | 51:22 | 42:19 | –     | 93:41  |
| B18  | Germania Ovest | Jugoslavia     | 25:45 | 31:70 | –     | 56:115 |
| B19  | Grecia         | Bulgaria       | 30:37 | 35:22 | –     | 65:59  |
| B20  | Francia        | Spagna         | 29:43 | 48:47 | –     | 77:90  |
| B21  | Germania Ovest | Francia        | 20:33 | 27:41 | –     | 47:74  |
| B22  | Svezia         | Jugoslavia     | 22:40 | 24:51 | –     | 46:91  |
| B23  | Grecia         | Spagna         | 45:49 | 44:33 | –     | 89:82  |
| B24  | Polonia        | Bulgaria       | 37:28 | 38:35 | –     | 75:63  |
| B25  | Grecia         | Germania Ovest | 32:41 | 49:31 | –     | 81:72  |
| B26  | Svezia         | Francia        | 25:40 | 36:50 | –     | 61:90  |
| B27  | Bulgaria       | Spagna         | 37:19 | 42:37 | –     | 79:56  |
| B28  | Polonia        | Jugoslavia     | 29:43 | 40:35 | –     | 69:78  |

## Tabellone

### Torneo primo posto
|  | Semifinali       | Semifinali       | Semifinali |            |                  | Primo posto      | Primo posto | Primo posto |  |
|  |                  |                  |            |            |                  |                  |             |             |  |
|  | Polonia          | Polonia          | 61         |            |                  |                  |             |             |  |
|  | Polonia          | Polonia          | 61         |            |                  |                  |             |             |  |
|  | Unione Sovietica | Unione Sovietica | 75         |            |                  |                  |             |             |  |
|  | Unione Sovietica | Unione Sovietica | 75         |            | Unione Sovietica | Unione Sovietica | 58          |             |  |
|  |                  |                  |            |            | Unione Sovietica | Unione Sovietica | 58          |             |  |
|  |                  |                  | Jugoslavia | Jugoslavia | 49               |                  |             |             |  |
|  | Jugoslavia       | Jugoslavia       | Jugoslavia | Jugoslavia | 49               | 83               |             |             |  |
|  | Jugoslavia       | Jugoslavia       |            |            |                  | 83               |             |             |  |
|  | Italia           | Italia           | 82         |            |                  | Terzo Posto      | Terzo Posto | Terzo Posto |  |
|  | Italia           | Italia           | 82         |            |                  |                  |             |             |  |
|  |                  |                  |            |            |                  |                  |             |             |  |
|  |                  |                  |            |            |                  | Polonia          | Polonia     | 86          |  |
|  |                  |                  |            |            |                  | Polonia          | Polonia     | 86          |  |
|  |                  |                  |            |            |                  | Italia           | Italia      | 70          |  |

### Torneo quinto posto
|  | Semifinali     | Semifinali     | Semifinali |         |          | Quinto posto   | Quinto posto   | Quinto posto  |  |
|  |                |                |            |         |          |                |                |               |  |
|  | Bulgaria       | Bulgaria       | 77         |         |          |                |                |               |  |
|  | Bulgaria       | Bulgaria       | 77         |         |          |                |                |               |  |
|  | Cecoslovacchia | Cecoslovacchia | 70         |         |          |                |                |               |  |
|  | Cecoslovacchia | Cecoslovacchia | 70         |         | Bulgaria | Bulgaria       | 63             |               |  |
|  |                |                |            |         | Bulgaria | Bulgaria       | 63             |               |  |
|  |                |                | Israele    | Israele | 51       |                |                |               |  |
|  | Grecia         | Grecia         | Israele    | Israele | 51       | 67             |                |               |  |
|  | Grecia         | Grecia         |            |         |          | 67             |                |               |  |
|  | Israele        | Israele        | 69         |         |          | Settimo Posto  | Settimo Posto  | Settimo Posto |  |
|  | Israele        | Israele        | 69         |         |          |                |                |               |  |
|  |                |                |            |         |          |                |                |               |  |
|  |                |                |            |         |          | Cecoslovacchia | Cecoslovacchia | 116           |  |
|  |                |                |            |         |          | Cecoslovacchia | Cecoslovacchia | 116           |  |
|  |                |                |            |         |          | Grecia         | Grecia         | 71            |  |

### Torneo nono posto
|  | Semifinali   | Semifinali   | Semifinali   |              |         | Nono posto       | Nono posto       | Nono posto       |  |
|  |              |              |              |              |         |                  |                  |                  |  |
|  | Francia      | Francia      | 55           |              |         |                  |                  |                  |  |
|  | Francia      | Francia      | 55           |              |         |                  |                  |                  |  |
|  | Finlandia    | Finlandia    | 42           |              |         |                  |                  |                  |  |
|  | Finlandia    | Finlandia    | 42           |              | Francia | Francia          | 66               |                  |  |
|  |              |              |              |              | Francia | Francia          | 66               |                  |  |
|  |              |              | Germania Est | Germania Est | 57      |                  |                  |                  |  |
|  | Spagna       | Spagna       | Germania Est | Germania Est | 57      | 76               |                  |                  |  |
|  | Spagna       | Spagna       |              |              |         | 76               |                  |                  |  |
|  | Germania Est | Germania Est | 78           |              |         | Undicesimo Posto | Undicesimo Posto | Undicesimo Posto |  |
|  | Germania Est | Germania Est | 78           |              |         |                  |                  |                  |  |
|  |              |              |              |              |         |                  |                  |                  |  |
|  |              |              |              |              |         | Finlandia        | Finlandia        | 58               |  |
|  |              |              |              |              |         | Finlandia        | Finlandia        | 58               |  |
|  |              |              |              |              |         | Spagna           | Spagna           | 65               |  |

### Torneo tredicesimo posto
|  | Semifinali     | Semifinali     | Semifinali     |                |         | Tredicesimo posto  | Tredicesimo posto  | Tredicesimo posto  |  |
|  |                |                |                |                |         |                    |                    |                    |  |
|  | Svezia         | Svezia         | 60             |                |         |                    |                    |                    |  |
|  | Svezia         | Svezia         | 60             |                |         |                    |                    |                    |  |
|  | Romania        | Romania        | 86             |                |         |                    |                    |                    |  |
|  | Romania        | Romania        | 86             |                | Romania | Romania            | 74                 |                    |  |
|  |                |                |                |                | Romania | Romania            | 74                 |                    |  |
|  |                |                | Germania Ovest | Germania Ovest | 63      |                    |                    |                    |  |
|  | Germania Ovest | Germania Ovest | Germania Ovest | Germania Ovest | 63      | 53                 |                    |                    |  |
|  | Germania Ovest | Germania Ovest |                |                |         | 53                 |                    |                    |  |
|  | Ungheria       | Ungheria       | 52             |                |         | Quindicesimo Posto | Quindicesimo Posto | Quindicesimo Posto |  |
|  | Ungheria       | Ungheria       | 52             |                |         |                    |                    |                    |  |
|  |                |                |                |                |         |                    |                    |                    |  |
|  |                |                |                |                |         | Svezia             | Svezia             | 66                 |  |
|  |                |                |                |                |         | Svezia             | Svezia             | 66                 |  |
|  |                |                |                |                |         | Ungheria           | Ungheria           | 79                 |  |

## Fase finale

### Semifinali
13º-15º posto
| Mosca | Svezia | 60 – 86 (23-43) | Romania |  |

| Mosca | Germania Ovest | 53 – 52 (30-21) | Ungheria |  |

9º-12º posto
| Mosca | Francia | 55 – 42 (24-25) | Finlandia |  |

| Mosca | Spagna | 76 – 78 (d.t.s.) (38-35 69-69) | Germania Est |  |

5º-8º posto
| Mosca | Bulgaria | 77 – 70 (37-35) | Cecoslovacchia |  |

| Mosca | Grecia | 67 – 69 (30-40) | Israele |  |

1º-4º posto
| Mosca | Polonia | 61 – 75 (22-37) | Unione Sovietica |  |

| Mosca | Jugoslavia | 83 – 82 (50-41) | Italia |  |

### Finali
15º-16º posto
| Mosca | Svezia | 66 – 79 (34-37) | Ungheria |  |

13º-14º posto
| Mosca | Romania | 74 – 63 (40-27) | Germania Ovest |  |

11º-12º posto
| Mosca | Finlandia | 58 – 65 (29-28) | Spagna |  |

9º-10º posto
| Mosca | Francia | 66 – 57 (29-28) | Germania Est |  |

7º-8º posto
| Mosca | Cecoslovacchia | 116 – 71 (55-29) | Grecia |  |

5º-6º posto
| Mosca | Bulgaria | 63 – 51 (29-21) | Israele |  |

3º-4º posto
| Mosca | Polonia | 86 – 70 (36-29) | Italia |  |

1º-2º posto
| Mosca | Unione Sovietica | 58 – 49 (29-25) | Jugoslavia |  |

## Classifica Finale
| Campione d'Europa | Campione d'Europa | Campione d'Europa |
| --- | ----------------- | --- |
| Unione Sovietica4 Bahlej, 5 Paulauskas, 6 Alačačjan, 7 Travin, 8 Chrynin, 9 Eglītis, 10 Sak'andelidze, 11 Skhiereli, 12 Petrov, 13 Vol'nov, 14 Lipso, 15 Sušak, All. Aleksandr Gomel'skij |                   | |
| Argento | Jugoslavia        | Jugoslavia4 Gordić, 5 Korać, 6 Rajković, 7 Kovačić, 8 Gjergja, 9 Ražnatović, 10 Daneu, 11 Petričević, 12 Eiselt, 13 Bojović, 14 Đurić, 15 Skansi, All. Aza Nikolić                                |
| Bronzo | Polonia           | Polonia4 Wichowski, 5 Pstrokoński, 6 Malec, 7 Perka, 8 Olejniczak, 9 Langiewicz, 10 Piskun, 11 Likszo, 12 Łopatka, 13 Frelkiewicz, 14 Grzywna, 15 Dregier, All. Witold Zagórski                   |
| 4. | Italia            | Italia4 Cescutti, 5 Pellanera, 6 Lombardi, 7 Cosmelli, 8 Bertini, 9 Zorzi, 10 Vianello, 11 Gatti, 12 Masini, 13 Bufalini, 14 Spinetti, 15 Flaborea, All. Nello Paratore                           |
| 5. | Bulgaria          | Bulgaria4 Dimov, 6 Pandov, 7 Bărzakov, 8 Mihajlov, 9 Spasov, 10 Ilčev, 11 Filipov, 12 Kolev, 13 Rajčev, 14 Pejčinski, 15 Zlatev, 16 Paspalanov, All. Kiril Semov                                  |
| 6. | Israele           | Israele4 Cohen-Mintz, 5 Eshed, 6 Shelef, 7 Lubezki, 8 Hemmo, 9 Volodarsky, 10 Gutt, 11 Kaminsky, 12 Freitag, 13 Hoffman, 14 Hazan, 15 Zeiger, All. Shimon Shelah                                  |
| 7. | Cecoslovacchia    | Cecoslovacchia4 Hummel, 5 Šťastný, 6 Bobrovský, 7 Ammer, 8 Konvička, 9 Baroch, 10 Mifka, 11 Zedníček, 12 Pištělák, 13 Zídek, 14 Tomášek, 15 Růžička, All. Vladimír Heger                          |
| 8. | Grecia            | Grecia4 Politīs, 5 Mparlas, 6 Lekkas, 7 Kolokythas, 8 Larentzakīs, 9 Maglos, 10 Amerikanos, 11 Kontovounīsios, 12 Panagiōtarakos, 13 Sismanidīs, 14 Trontzos, 15 Chaikalīs, All. Faidōn Matthaiou |
| 9. | Francia           | Francia4 Capron, 5 Dorigo, 6 Gilles, 7 Degros, 8 Papin, 9 Le Ray, 10 Biasucci, 11 Ledent, 12 Jouaret, 13 Boulois, 14 Bonato, 15 Schol, All. Joë Jaunay                                            |
| 10. | Germania Est      | Germania Est4 Pleitz, 5 Höhne, 6 Kulik, 7 Kirstein, 8 Straube, 9 K. Adam, 10 Ribitzki, 11 Sauerbier, 12 G. Adam, 13 Jahn, 14 Benne, 15 Stahl, All. Werner Krüger                                  |
| 11. | Spagna            | Spagna4 Martínez Arroyo, 5 Monsalve, 6 González, 7 Margall, 8 Lluís, 9 Fa, 10 Rodríguez, 11 Sevillano, 12 Urberuaga, 13 Buscató, 14 Sainz, 15 Ramos, All. Pedro Ferrándiz                         |
| 12. | Finlandia         | Finlandia4 Manninen, 5 K. Liimo, 6 Lampén, 7 Laanti, 8 M. Liimo, 9 Lahti, 10 Paananen, 11 Pilkevaara, 12 Rönnholm, 13 Karell, 14 Finneman, 15 Immonen, All. Kalevi Tuominen                       |
| 13. | Romania           | Romania4 Demian, 5 Novac, 6 Spiridon, 7 Nedef, 8 Ionescu, 9 Albu, 10 Savu, 11 Nosievici, 12 C. Popescu, 13 Nováček, 14 Iecheli, 15 Popovici, All. Vasile Popescu                                  |
| 14. | Germania Ovest    | Germania Ovest4 Urmitzer, 5 Neef, 6 Niedlich, 7 Kienast, 8 Neumann, 9 Röder, 10 Weinand, 11 Sarodnik, 12 Jungnickel, 13 Wolfram, 14 Schulz, 15 Krüger, All. Yakovos Bilek                         |
| 15. | Ungheria          | Ungheria4 Ránky, 5 Orbay, 6 Pólik, 7 Koczka, 8 Kulcsár, 9 Fekete, 10 Banna, 11 Lendvay, 12 Haris, 13 Rácz, 14 Tóth, 15 Korányi, All. Tibor Zsíros                                                 |
| 16. | Svezia            | Svezia4 Albertsson, 5 Hansson, 6 Grönlund, 7 Leinås, 9 Lindelöf, 10 Lundberg, 11 Langemar, 12 Cullert, 13 Lefwerth, 14 K. Håkanson, 15 E. Håkanson, 16 Svensson, All. Rolf Nygren                 |

## Premi individuali
- MVP del torneo:  Modestas Paulauskas